# Косентайна
Косентайна (валенс. Cocentaina, ісп. Cocentaina) — муніципалітет в Іспанії, у складі автономної спільноти Валенсія, у провінції Аліканте. Населення — 11 298 особи (1 січня 2022).

## Географія
Муніципалітет розташований на відстані близько 340 км на південний схід від Мадрида, 44 км на північ від Аліканте.
На території муніципалітету розташовані такі населені пункти: (дані про населення за 2010 рік)
- Алкудія: 366 осіб
- Алгарс: 237 осіб
- Алкерієс-де-Беніфлорет: 263 особи
- Косентайна: 9818 осіб
- Естасіо-Норд: 236 осіб
- Гормач: 488 осіб
- Пенелья: 31 особа
- Побле-Ноу-де-Сан-Рафель: 95 осіб

## Демографія
Динаміка населення (INE ):

## Галерея зображень

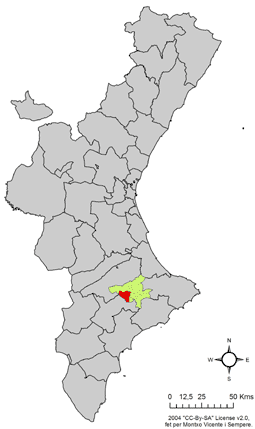
Розташування муніципалітету Косентайна у автономній спільноті Валенсія
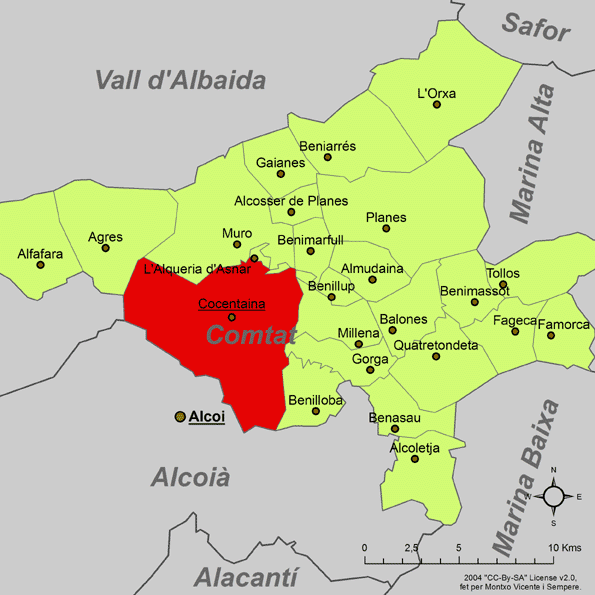
Розташування муніципалітету у комарці Кондадо-де-Косентайна